# Ivanka Trump
Ivanka Trump (New York, 1981. október 30. –) amerikai üzletasszony, Donald Trump amerikai elnök lánya. 
Az apja elnöksége idején a tanácsadói között töltött be fő szerepet, korábban pedig apja nagyvállalatánál, a Trump Organization-nél töltött be tisztséget, valamint apja televíziós műsorában, a The Apprentice-ben volt zsűritag. Édesanyja Donald Trump első felesége, Ivana Trump. Ivanka az első zsidó vallású tag a Trump-családban, miután felvette a vallást, mielőtt hozzáment férjéhez, Jared Kushnerhez. Három gyermekük van.